# Knights of the Sky
Knights of the Sky ist ein Computerspiel. Es handelt sich um eine Flugsimulation, die zur Zeit des Ersten Weltkrieges im nördlichen Frankreich angesiedelt ist. Chefdesigner war Jeff Briggs und das amerikanische Entwicklungs- und Publishing-Unternehmen MicroProse veröffentlichte das Spiel 1991 für MS-DOS. Später im gleichen Jahr folgten Umsetzungen für den Amiga und den Atari ST.
Ein MicroProse-Action-Strategiespiel mit dem Titel „Knights of the Sky“ (eigentlich eine Sega-Genesis-Portierung von „The Ancient Art of War in the Skies“ von 1992) wurde ebenfalls 1994 fertiggestellt, aber nie veröffentlicht.
2015 erwarb der amerikanische Videospielpublisher Tommo Inc. die Rechte an dem Spiel und veröffentlichte es im gleichen Jahr digital über seine Marke Retroism.

## Gameplay
„Knights of the Sky“ bietet mehrere Gameplay-Optionen, darunter eine komplette Kampagne des Ersten Weltkriegs, Einzelkämpfe, Zwei-Spieler-Modus und Flugtraining.
Im Kampagnenmodus „Erster Weltkrieg“ durchlaufen die Spieler eine Reihe von Missionen, die den Kriegsverlauf an der Westfront auf der Seite des Royal Flying Corps nachstellen. Die Missionen enthalten jeweils verschiedene Ziele (z. B. die Bombardierung eines bestimmten deutschen Flughafens hinter den feindlichen Linien) sowie Luftkämpfe, die teilweise im Verlauf des Versuchs, das Hauptziel zu erreichen, auch zwangsläufig auftreten. Während der Kampagne wird die Anzahl der Abschüsse feindlicher Flugzeuge aufgezeichnet und mit den Abschüssen anderer berühmter Fliegerasse aus dem Ersten Weltkrieg in einer Rangliste verglichen. Im Lauf der Kampagne kann der Spieler durch Abschüsse sowie durch Beförderungen und den Erhalt von Orden in der Rangfolge aufsteigen. Einige ikonische Fliegerasse aus dem Ersten Weltkrieg wie der Rote Baron sowie andere bekannte historische Figuren sind im Spiel enthalten und werden gelegentlich in Luftkämpfen angetroffen. Im Verlauf des Spiels kann der Spieler auch Hinweise (etwa von einem Mechaniker) darauf erhalten, wo er auf diese Asse stoßen könnte.
Im Einzel-Luftkampfmodus kann der Spieler aus einer Reihe historischer Fliegerasse aus dem Ersten Weltkrieg auswählen, mit denen er sich auf einen Luftkampf einlässt.
Im Head-to-Head-Modus kann der Spieler einen anderen Spieler zu einem Luftkampf herausfordern.

## Entwicklung
Der Arbeitstitel des Spiels war „Red Baron“, bis dieser Name von Dynamix für Red Baron verwendet wurde Nach seiner ursprünglichen PC-Veröffentlichung wurde das Spiel zwei aufeinanderfolgenden Überarbeitungen im Patch-Stil unterzogen, die ein realistischeres Flugzeugschadensystem hinzufügten, nachdem ein großer Teil der frühen Kontroversen bezüglich des Spiels darin begründet lag, dass eine einzige gut platzierte Kugel kritischen Schaden verursachen konnte, während unkritische Treffer dem Spieler überhaupt nicht mitgeteilt wurden. Auch wurden aktive verbündete Flugzeuge hinzugefügt, die Patrouillen durchführten (ähnlich wie feindliche Patrouillen). Die Patches waren kostenlos erhältlich, wenn vom Nutzer eine leere Diskette an MicroProse gesendet wurde.

## Rezeption
„Knights of the Sky“ war bei den Kritikern ein Erfolg. Das amerikanische Printmagazin für Computerspiele Computer Gaming World bewertete die Wiederholungsfunktion, die externen Ansichten der Flugzeuge sowie die herausfordernden Computergegner als positiv. Das Magazin kam zu dem Schluss, dass „dieses Spiel ein Muss für Fans des Ersten Weltkriegs und Flugsimulationen ist“.
In einer Umfrage von 1991 zu Flugsimulationen des Ersten Weltkriegs bezeichnete dasselbe Magazin Knights in the Sky als „das realistischste Spiel“, Dynamix‘ „Red Baron“ überlegen und für „die fortschrittlichen Luftkampfsimulationsenthusiasten.“
Im gleichen Jahr führte die Computer Gaming World eine Umfrage für Strategie- und Kriegsspiele durch und vergab dreieinhalb von fünf Sternen, wobei „Red Baron“ bevorzugt wurde. 1993 wurde die Umfrage mit gleichem Ergebnis wiederholt.
Im Magazin Amiga Power erhielt das Spiel bei seiner ersten Konvertierung für den Amiga 87 % und das Spielgefühl, die lebendige Grafik und die hochwertige Präsentation wurden gelobt. Zu den Kritikpunkten gehörten eine im Vergleich zur DOS-Version niedrige Framerate, eine schlechte Handhabung der analogen Joystick- oder Maussteuerung und die Notwendigkeit, während eines Luftkampfs die Tastatur zu verwenden, um sich umzusehen. Nach der preisgünstigen Neuveröffentlichung des Spiels 1993 überarbeitete Amiga Power das Resultat auf 92 % und betonte dabei die aufregenden Luftkämpfe und den Landschaftsgenuss, die mit der Simulation der langsamen Flugzeuge aus dem Ersten Weltkrieg einhergehen. 1996 stufte es die Amiga Power sogar als zehntbestes Amiga-Spiel aller Zeiten ein.
In der deutschen Zeitschrift Amiga Joker bewertete der Redakteur Carsten Borgmeier das Spiel mit 69 % und zeigte sich leicht enttäuscht, indem er schrieb, Knights of the Sky sei „bestimmt kein schlechter Flugsimulator, aber von Microprose hätte man sich doch ein bißchen mehr erwartet.“

## Referenzen
1. ↑  Knights of the Sky. In: Lemon Amiga. Abgerufen am 23. Februar 2009 (englisch).
2. ↑  Captain Squideo: ProReview – Genesis: Knights of the Sky. In: GamePro. Nr. 64. IDG, November 1994, S. 104 (englisch, https://archive.org/stream/GamePro_Issue_064_November_1994#page /n113/mode/1up).
3. ↑  Kaufvertrag zwischen Atari, Inc. und Rebellion Developments, Stardock & Tommo. BMC Group, 22. Juli 2013, archiviert vom Original am 3. März 2016 (englisch).
4. ↑  Computer Gaming World. Ausgabe 79. Februar 1991.
5. ↑  Russell Sipe: Jousting over Germany / MicroProse's Knights of the Sky. Artikel in: Computer Gaming World. Ausgabe 79. Februar 1991. S. 68. Link zum Download der Ausgabe. Abgerufen am 24. März 2024.
6. ↑  Mike Weksler: Dogfight at the PC Corral / WWI Air Combat Simulations in Review. Artikel in: Computer Gaming World. Ausgabe 83. Juni 1991. S. 31. Link zum Download der Ausgabe. Abgerufen am 24. März 2024.
7. ↑  M. Evan Brooks: Computer Strategy and Wargames: The 1900-1950 Epoch / Part I (A-L) of an Annotated Paiktography. Artikel in: Computer Gaming World. Ausgabe 88. November 1991. S. 138.
Link zum Download der Ausgabe. Abgerufen am 24. März 2024.
8. ↑  M. Evan Brooks: Brooks' Book of Wargames: 1900-1950, A-P. Artikel in: Computer Gaming World. Ausgabe 110. September 1993. S. 118.
Link zum Download der Ausgabe. Abgerufen am 24. März 2024.
9. ↑  Jonathan Davies: Knights of the Sky review. In: Amiga Power. Ausgabe 8. Dezember 1991. S. 56–57.Link. Abgerufen am 24. März 2024.
10. ↑  Cam Winstanley: Budget Game Reviews - Knights of the Sky. In: Amiga Power. Ausgabe 31. November 1993. S. 86. Link. Abgerufen am 24. März 2024.
11. ↑  Artikel in Amiga Power. Ausgabe Nr. 64. Future Publishing. August 1996.
12. ↑  Carsten Borgmeier: Knights of the Sky. Testbericht in: Amiga Joker. Ausgabe 12/91. Seite 64.